# Crveni javor
Crveni javor (lat. Acer rubrum), vrsta listopadnog drveta iz Sjeverne Amerike. Rasprostranjen je od Quebeca i Ontaria na sjeveru do Floride na jug, kroz jug DAD-a do Teksasa na zapad, te u Sjevernoj i Južnoj Dakoti.
Naraste do 30 m visine. Cvijeta od ožujka do travnja, a sjeme dozrijeva od svibnja do lipnja. Vrsta je hermafrodit (ima i muške i ženske organe) a oprašiva se vjetrom. Preferira vlažno tlo.
Od crvenog javora priređuje se sirup. Kod Indijanaca Abenaki, Ojibwa, Cherokee, Iroquois, Micmac i drugih koristio se za razne svrhe: sirup kao zaslađivač, za izradu sirupa i šećera, a Seminole su od njegovog drveta izrađivali žlice.
- A. rubrum u jesen
- A. rubrum, kora
- A. rubrum, cvjetovi
- A. rubrum, plod
- A. rubrum, list